# Han Vučja Luka
Han Vučja Luka är en ort i Bosnien och Hercegovina.   Den ligger i entiteten Republika Srpska, i den centrala delen av landet, 15 km nordost om huvudstaden Sarajevo. Han Vučja Luka ligger 1 279 meter över havet och antalet invånare är 264.
Terrängen runt Han Vučja Luka är huvudsakligen kuperad, men västerut är den bergig. Han Vučja Luka ligger uppe på en höjd. Runt Han Vučja Luka är det ganska tätbefolkat, med 67 invånare per kvadratkilometer.. Närmaste större samhälle är Sarajevo, 14,9 km sydväst om Han Vučja Luka. 
Omgivningarna runt Han Vučja Luka är en mosaik av jordbruksmark och naturlig växtlighet.